# 鍋島直弘
鍋島 直弘（なべしま なおひろ）は、江戸時代前期の肥前国佐賀藩士。白石鍋島家の初代当主。

## 略歴
元和4年（1618年）6月19日、佐賀藩主鍋島勝茂の八男（正室・高源院の子としては四男）として生まれる。幼名は翁介。生後まもなく家臣の成富茂安の養子となる。
寛永10年（1633年）、茂安より1000石を分与され一家を創設する。寛永14年（1637年）、島原の乱に出陣する。寛永19年（1642年）の着到帳（分限帳）では知行高6000石に加増されている。正保3年（1646年）、実父勝茂より鍋島姓を与えられ一門となる。明暦2年（1656年）の着到帳では知行高9025石で、席次は家中3番目となった。
直弘の藩内での役目は、表向きは佐賀郡代や借銀方の頭人（藩財政の責任者）だったが、陰では龍造寺四家が務める請役家老を監督する任務を与えられていたと言われる。
寛文元年（1661年）7月7日死去。享年44。遺言により、養父茂安の眠る本行寺に葬られた。

## 逸話
- 藩主光茂に、和歌への執心を諌め、幕府より課されている長崎警備の役目を細川家に奪われないように諫言する書状が残されている。
- 直弘の死の直後に、白石家家臣36人が殉死しようとしているのを知った光茂より殉死を禁じられた。光茂は殉死の覚悟を「殊勝」と褒めながらも、跡を継いだ翁介（直堯）に仕えるのが忠義であり、直弘への恩義に報いることになると諭した。この話を聞いた紀州藩主の徳川光貞は無益の死を禁じたことを賞賛し、幕閣にも伝えるように家臣に命じた。寛文3年（1665年）には幕府も殉死を禁じている。

## 白石鍋島家
白石鍋島家は、鍋島直弘に始まる家系である。白石に屋敷を構えたことから白石鍋島家と呼ばれる。代々の当主の通称は「山城」で、「城州」と呼ばれる。藩内の家格は御親類筆頭。藩主鍋島光茂末期の白石鍋島家の知行高は2万276石余。
明治30年（1897年）10月27日、鍋島直明に男爵が叙爵された。

## 参考サイト
- 徴古館収蔵品データベース鍋島直弘書
- 小城藩日記データベース